# Málaga y Picasso
Málaga y Picasso è un documentario cortometraggio del 1976 diretto da Miguel Alcobendas e basato sulla vita del pittore spagnolo Pablo Picasso.